# Jason Casco
Jason Casco (sinh ngày 13 tháng 2 năm 1990) là một cầu thủ bóng đá người Nicaragua hiện tại thi đấu cho Real Estelí F.C..